# Peter Heim (Autor)
Peter Heim (* 19. März 1924 in Stuttgart) ist ein deutscher Autor und Journalist.
Einige seiner zahlreichen Romane wurden zu Bestsellern. Heims bekanntestes Werk ist der Roman Die Schwarzwaldklinik nach der ZDF-Fernsehserie von Herbert Lichtenfeld. Sein Werk wurde in mehrere Sprachen übersetzt.